# Malergruppe 1923
Die Malergruppe 1923 war eine 1923 gegründete Kasseler naturalistische und impressionistische Künstlergruppe.
Die Malergruppe 1923 gründete sich im gleichen Jahr wie die Kasseler Künstlergruppe „Die fünf“. Sie hatte, im Gegensatz zur Gruppe „Die fünf“, keine progressive künstlerische Position. Zu den Gründungsmitgliedern gehörten die Maler Heinrich Dersch, Friedrich Fennel, Walter Schliephacke, Gerhard Schnell, Max Schröder, die Malerin Lola Schwarzenberg, Rudolf Siegmund und der Bildhauer Franz H. Wachsmuth. 1924 stellte die Künstlergruppe erstmals gemeinsam im KasselerKunstVerein in Kassel aus.